# Банк ъф Токио - Мицубиши ЮФДжи
Банк ъф Токио-Мицубиши ЮФДжи (株式会社三菱東京UFJ銀行), e японска банка, основана на 1 януари 2006 година, следствие от сливането на „Банк ъф Токио – Мицубиши“ АД и „ЮФДжи Банк“ ООД.
Част е от Мицубиши Груп и представлява търговска и промишлена банка, една от най-големите финансови институции в света.
Централата на банката е на „Киода Кю“, Токио, Япония.